# 정보상자

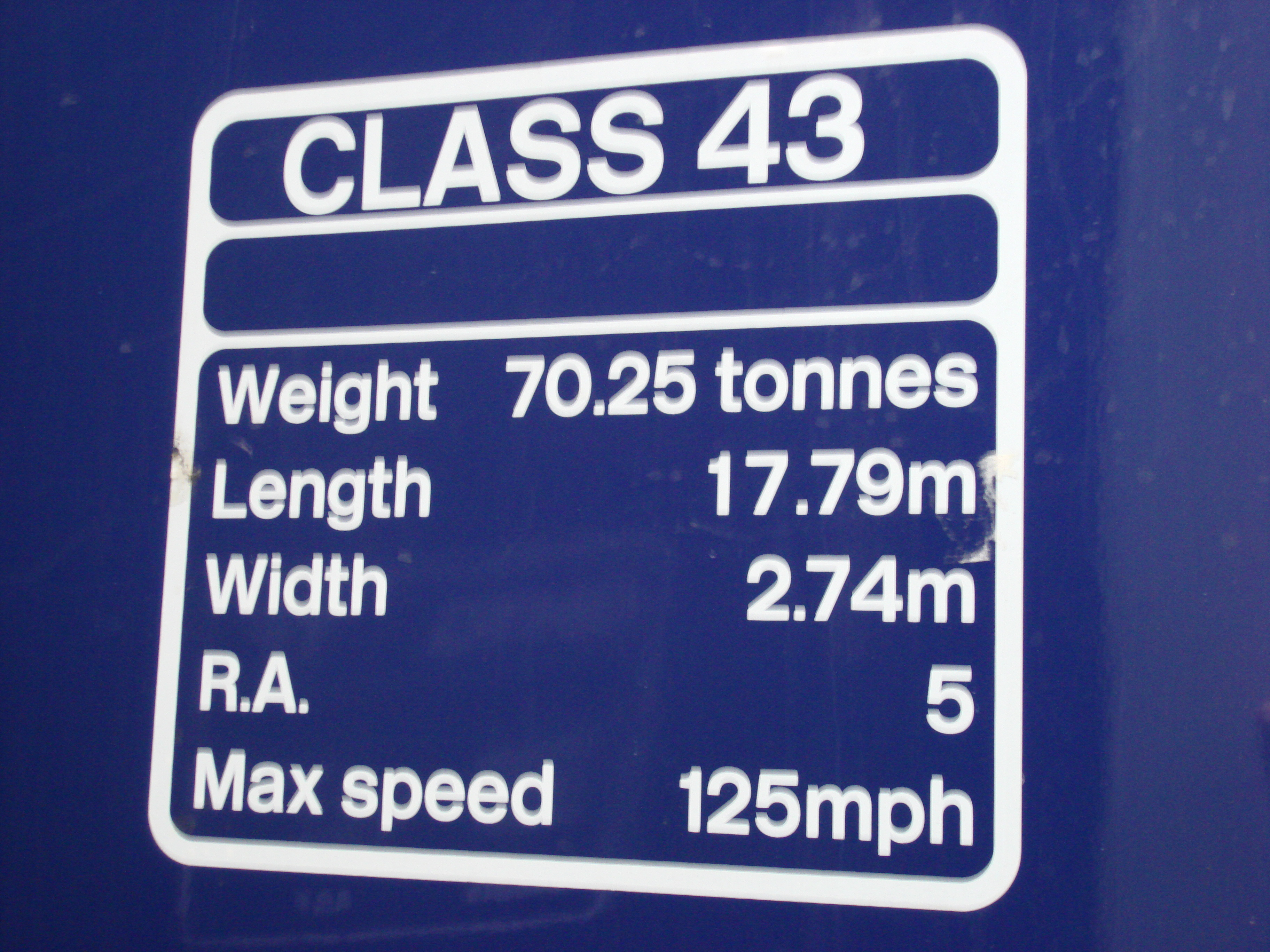
퍼스트 그레이트 웨스턴이 운영하는 브리티시 레일 클래스 43 차량 43185의 정보상자.

정보상자 또는 인포박스(infobox)는 문서와 같이 주제에 대한 정보의 하위 집합을 모으고 표현하기 위해 사용되는 일종의 틀이다. 속성-값 쌍의 집합을 포함하는 구조적 문서이며, 위키백과에서는 문서의 주제에 대한 정보 요약을 표시한다. 이러한 방식으로 어떠한 관점에서는 데이터의 테이블과 비슷하다고 볼 수 있다. 규모가 큰 문서 안에 요약 정보를 표현할 때 정보상자는 사이드바 포맷으로 표현하기도 한다.
정보상자는 특정 문서에 끼워넣은 다음 해당 정보 상자에 속한 속성-값 쌍의 일부 또는 전체를 지정함으로써(이를 파라미터화라고 함) 다른 문서에 구현할 수도 있다.

## 위키백과
정보상자는 위키백과 문서의 형태를 개선하기 위해 사용할 수 있다. 비슷한 문서들에 공통 포맷을 사용함으로써 표현의 일관성을 보증할 수 있다. 원래, 정보상자(및 틀)는 페이지 레이아웃 목적을 위해 사용되었다. 정보상자는 매개변수의 일부 또는 전체를 위한 값을 지정함으로써 문서에 끼워넣을 수 있다. 매개변수 이름은 정보상자 틀에 지정된 것과 동일해야 하지만 이 이름에 들어가는 값은 어떠한 값이어도 상관 없다. 이름은 등호로 값과 구별한다. 매개변수 이름은 문서 주제의 속성으로 간주할 수 있다.

## 참고 문헌
- Baeza-Yates, Ricardo; King, Irwin, 편집. (2009). 《Weaving services and people on the World Wide Web》. Springer. ISBN 9783642005695. LCCN 2009926100.
- Broughton, John (2008년 7월 14일).  Barber, Nan; Meyers, Peter, 편집. 《en:Wikipedia - The Missing Manual》. 오라일리 미디어. ISBN 9780596553777.
- Geertman, Stan; Reinhardt, Wolfgang; Toppen, Fred, 편집. (2011). 《Advancing geoinformation science for a changing world》. 《Lecture notes in geoinformation and cartography》 1 (Springer). doi:10.1007/978-3-642-19789-5. ISBN 9783642197888. ISSN 1863-2246. LCCN 2011925152.
- Heilman, Chris (2009년 1월 19일). “Retrieving and displaying data from Wikipedia with YQL”. 《Yahoo Developer Network》. Yahoo. 2011년 1월 27일에 원본 문서에서 보존된 문서. 2009년 1월 19일에 확인함.
- Lange, Dustin; Bohm, Christoph; Naumann, Felix (2010). 《Extracting Structured Information from Wikipedia Articles to Populate Infoboxes》. 《Technische Berichte des Hasso-Plattner-Instituts fur Softwaresystemtechnik an der Universitat Potsdam, Hasso-Plattner-Institut fur Softwaresystemtechnik Potsdam》 (Universitatsverlag Potsdam). ISBN 9783869560816. 2014년 6월 6일에 원본 문서에서 보존된 문서. 2017년 10월 4일에 확인함.
- Yu, Liyang (2011). 《A Developer’s Guide to the Semantic Web》. Springer. doi:10.1007/978-3-642-15970-1. ISBN 9783642159695.
- Miller, Paul (2008년 2월 7일). “Sir Tim Berners-Lee Talks with Talis about the Semantic Web”. Transcription by CastingWords. Talis Group. 2013년 5월 10일에 원본 문서에서 보존된 문서. 2013년 6월 2일에 확인함.
- Virvou, Maria; Matsuura, Saeko, 편집. (2012). 《Knowledge-based Software Engineering: Proceedings of the Tenth Joint Conference on Knowledge-Based Software Engineering》. 《Frontiers and Artificial Intelligence and Applications》 240 (IOS Press). ISBN 9781614990932. LCCN 2012943674.